# Sostrato (linguistica)
In linguistica, un sostrato (o substrato) è una lingua non più parlata su un territorio che però prima di sparire ha influenzato quella (o quelle) da cui è stata soppiantata. È uno dei tre tipi possibili di interferenza linguistica.
C'è un generale accordo tra gli studiosi nell'individuare nel linguista italiano Graziadio Isaia Ascoli il primo ad aver collegato il fenomeno alla diversificazione dei dialetti. D'altra parte, un precursore nell'individuazione del concetto può essere stato lo storico italiano Carlo Cattaneo.

## Dinamica e caratteristiche del fenomeno
Meccanismo di sovrapposizione:
1. Una lingua A è parlata in un dato territorio X;
2. Una lingua B arriva in X (condottavi, ad esempio, da  movimenti migratori): entra in contatto e interferisce con la lingua A;
3. La lingua B finisce per soppiantare la lingua A: i parlanti di A abbandonano gradualmente la propria lingua in favore di quella B, generalmente perché lo ritengono nel proprio interesse (economico, politico, culturale, sociale); nondimeno, la lingua A lascia, almeno sul posto, le sue tracce sulla lingua B, che mantiene così alcuni tratti linguistici originali del posto.

I sostrati linguistici sono spesso difficili da scoprire, specialmente quando la lingua di sostrato e le lingue ad essa imparentate sono completamente  estinte. Molte teorie che ipotizzano sostrati linguistici sono controverse. Ad esempio, alcuni linguisti sostengono che il  giapponese rappresenterebbe un superstrato altaico sovrappostosi ad un sostrato austronesiano, o che le lingue celtiche insulari sarebbero derivate da un superstrato  celtico sopra un sostrato  afroasiatico, come sostenuto nell'ipotesi del substrato vasconico proposta dal linguista  tedesco Theo Vennemann e generalmente rifiutata.
Perché si possa parlare di sostrato (e non di adstrato o superstrato), occorre che l'influenza sulla lingua ricevente sia stata sostanziale, qualcosa di molto più che qualche semplice prestito lessicale o il risultato di un' area di convergenza comune (un adstrato), e non sia il risultato della dominanza generata da un'altra lingua (un superstrato).
Quando l'influenza di un'altra lingua è troppo remota nel passato perché la sua influenza sulla lingua sopravvissuta possa essere indagata adeguatamente, si tende comunque a parlare di "sostrato", anche se nella realtà potrebbe esservi stata una situazione di adstrato o anche di superstrato (ad esempio, la gorgia toscana non è spiegata dal sostrato etrusco anche per ragioni cronologiche). Nel caso del giapponese, probabilmente anche "adstrato" è un termine troppo limitato per descrivere adeguatamente la situazione poiché sociolinguisticamente più complessa.

## Alcuni esempi: il gallico e le lingue germaniche
Il gallico è un sostrato del francese e delle altre lingue galloromanze, parlato prima dell’arrivo dei Romani da una popolazione celtica, i Galli, che abitava nel territorio che, in epoca moderna e contemporanea, parla queste lingue. Dato il prestigio culturale, economico e politico di cui godeva il latino, i Galli finirono per abbandonare la loro lingua in favore del latino, che in questa regione si sviluppò fino ad assumere la forma delle lingue galloromanze. Il gallico scomparve, ma se ne può ancora trovare traccia ad esempio in quasi duecento parole francesi, e varie non sopravvissute in francese ma solo in francese antico e nei patois (notevole ad esempio l'influsso sulla forma di alcuni numerali, calcolati, come in celtico, per multipli di 20: quatre-vingt, "80", letteralmente "quattro-venti", cioè "quattro volte venti").
Vi è chi ha sostenuto che anche le fasi più antiche delle lingue germaniche sarebbero state influenzate da una lingua non indoeuropea, che avrebbe fornito circa un quarto del lessico germanico più antico.